# Еврібія
Еврібія (грец. Εὐρυβία) — втілення морської сили, морська титанида.
Відповідно до переповідок, донька Геї та Понта, сестра Нерея, Тавманта, Форкія та Кето. Одружилась з титаном Крієм та народила титанів Астрея, Палланта, Перса. Старе, відносно другорядне божество, її роль у більшості міфологій полягає в тому, що вона є прародителькою інших богів, і часто вона не відіграє жодної ролі в міфології. 